# NGC 1234
NGC 1234 (również PGC 11813) – galaktyka spiralna z poprzeczką (SBcd), znajdująca się w gwiazdozbiorze Erydanu. Odkrył ją w 1886 roku Francis Leavenworth.